# Création d'entreprise
 (mars 2022).
La mise en forme du texte ne suit pas les recommandations de Wikipédia : il faut le « wikifier ».
Les points d'amélioration suivants sont les cas les plus fréquents. Le détail des points à revoir est peut-être précisé sur la page de discussion.
- Les titres sont pré-formatés par le logiciel. Ils ne sont ni en capitales, ni en gras.
- Le texte ne doit pas être écrit en capitales (les noms de famille non plus), ni en gras, ni en italique, ni en « petit »…
- Le gras n'est utilisé que pour surligner le titre de l'article dans l'introduction, une seule fois.
- L'italique est rarement utilisé : mots en langue étrangère, titres d'œuvres, noms de bateaux, etc.
- Les citations ne sont pas en italique mais en corps de texte normal. Elles sont entourées par des guillemets français : « et ».
- Les listes à puces sont à éviter, des paragraphes rédigés étant largement préférés. Les tableaux sont à réserver à la présentation de données structurées (résultats, etc.).
- Les appels de note de bas de page (petits chiffres en exposant, introduits par l'outil «  Source ») sont à placer entre la fin de phrase et le point final[comme ça].
- Les liens internes (vers d'autres articles de Wikipédia) sont à choisir avec parcimonie. Créez des liens vers des articles approfondissant le sujet. Les termes génériques sans rapport avec le sujet sont à éviter, ainsi que les répétitions de liens vers un même terme.
- Les liens externes sont à placer uniquement dans une section « Liens externes », à la fin de l'article. Ces liens sont à choisir avec parcimonie suivant les règles définies. Si un lien sert de source à l'article, son insertion dans le texte est à faire par les notes de bas de page.
- La présentation des références doit suivre les conventions bibliographiques. Il est recommandé d'utiliser les modèles {{Ouvrage}}, {{Chapitre}}, {{Article}}, {{Lien web}} et/ou {{Bibliographie}}. Le mode d'édition visuel peut mettre en forme automatiquement les références.
- Insérer une infobox (cadre d'informations à droite) n'est pas obligatoire pour parachever la mise en page.

Pour une aide détaillée, merci de consulter Aide:Wikification.
Si vous pensez que ces points ont été résolus, vous pouvez retirer ce bandeau et améliorer la mise en forme d'un autre article.
 (mars 2022).
- Si vous ne connaissez pas le sujet, laissez ce bandeau (vous pouvez alors contacter les auteurs).
- Si vous supprimez le contenu mis en cause (vous pouvez préalablement contacter les auteurs),

argumentez précisément cette suppression dans la page de discussion
(un manque de référence n'est pas un argument ; une recherche réelle de référence doit avoir été effectuée, être formellement documentée).
 (juin 2013).
La création d'entreprise est l'activité qui consiste à rassembler divers facteurs de production, produisant pour la vente de biens ou services et distribuant des revenus en contrepartie de l'utilisation des facteurs.
En 2010, selon l'INSEE, 622 000 entreprises sont créées dont la moitié sous le statut d'auto-entrepreneur, soit 7 % de plus qu'en 2009.

## Démarche de la création d'entreprise

### Organismes d'aide à la création d'entreprise
Dans la plupart des pays francophones, il existe des organismes chargés d'aider les créateurs d'entreprise. Ils diffusent des informations utiles sur leurs sites internet :
- en France :
  - Agence France Entrepreneur (anciennement « Agence Pour la Création d'Entreprises ») ;
  - Chambre de commerce et d'industrie en France : réseau qui propose des conseils personnalisés et de l'accompagnement dans le cadre d'Entreprendre en France
  - Initiative France
  - Le réseau BGE est une association nationale qui accompagne les porteurs de projet dans la création d’entreprise ainsi que les entrepreneurs dans le développement de leur activité.

L'Union européenne a demandé aux États-membres de mettre en place des guichets d'entreprises afin qu'ils s'acquittent de leur devoir d'information, l'objectif principal étant la création pour chaque pays d'un portail d’accès à l’usage des entreprises en vue de remplir l'ensemble des formalités administratives.
- Au Maroc

La création de société a été simplifiée depuis la publication d'une charte de l'investissement. Un guichet unique de création est offert par les CRI (centres régionaux des investissements. Il existe plusieurs formes de sociétés dont la Sarl est la plus utilisée.

### Formation à la création d'entreprise
En 2020,le ministre du travail français, associé à la Caisse des Dépôts, ont mis en place "Mon Compte Formation".A ce jour, en 2022, environ 10000 formations sur le thème de "la création et reprise d'entreprise"  sont proposées et subventionnées par les organismes de formation certifiés "Qualiopi" sur "Mon Compte Formation" (CPF).

De plus en plus d'établissements français d'enseignement supérieur, grandes écoles de commerce (HEC, ESSEC, ESCP, EM Lyon Business School, Burgundy School of Business) ou d'ingénieurs (École polytechnique, Institut d'optique Graduate School, École nationale supérieure des mines d'Alès, École nationale supérieure d'informatique pour l'industrie et l'entreprise, Télécom SudParis, ou encore École nationale supérieure d'arts et métiers) proposent depuis 2014 des dispositifs en développement de création d'entreprise. Ceci comprend des cours spécifiques, des animations, voire la disposition d'un incubateur ou encore d'un réseau d'alumni business angels.

### Étapes de la création d'entreprise
Créer une entreprise nécessite de faire aboutir différentes étapes :
1. Trouver une idée à partir de vos atouts, vos intérêts, vos goûts et motivations ainsi que les grandes tendances. Il n'est pas forcément obligatoire de trouver une idée innovante pour réussir un projet de création d'entreprise : Une grande majorité des créations d'entreprises qui réussissent sont la copie de business existants.
2. Évaluer votre idée de création d'entreprise grâce à un outil d'évaluation de projet. Cette étape permet d'évaluer le potentiel du projet mais aussi de la capacité à le mener à bien.
3. Réaliser une étude de marché.
4. Réaliser un plan d'affaires ou business plan soit le point complet sur la stratégie suivie, assorti d'une prévision technique et financière, fort utile notamment pour trouver des financements
5. Choisir un statut juridique adapté.
6. Réaliser les formalités nécessaires auprès de l'administration.
7. Apprendre à vendre, à faire de la qualité, à gérer.

Le plan d'affaires ou business plan est une étape fondamentale de la création d'entreprise. Il permet de déterminer la viabilité du projet en structurant ses idées et visualiser le fonctionnement futur de son entreprise, en évaluant ses charges, sa production, son développement. Si le potentiel du projet y apparaît explicitement, il sera un outil de crédibilité lors de la recherche de financements et de partenariats.Il est fortement recommandé de consulter des professionnels de la création d'entreprise (cabinet de formation et de conseil en création d'entreprise, chambres de commerce, chambre des métiers, associations d'aide à la création d'entreprise...).
Si vous avez choisi de créer une société pour lancer votre entreprise, c'est-à-dire de créer une personne morale (au sens juridique, cela signifie que votre entreprise est une entité propre, vous en êtes le créateur mais elle a son propre patrimoine et sa propre personnalité juridique), plusieurs étapes sont à respecter :
1. Immatriculation de la société au RCS (Registre du Commerce et des Sociétés),
2. Rédactions des statuts de la société : les statuts permettent de fixer les principales règles de fonctionnement de votre société (mode de prise de décision, dirigeant, etc.),
3. Dépôt du capital social à la banque : cette dernière vous délivrera une attestation de dépôt de fond,
4. Publication officielle dans un Journal d'annonces légales (une liste des journaux d'annonces légales est disponible ici),
5. Envoi du dossier au CFE (Centre de Formalités des Entreprises), le dossier devra comprendre diverses pièces comme les statuts, l'attention de dépôt ou l'Annonce Légale. C'est alors que vous pourrez obtenir votre KBis, la « carte d'identité » de votre entreprise.

### La recherche de fonds
Il existe plusieurs moyens pour trouver des fonds :
- Le Love Money ou ricum qui consiste à demander de l'argent à ses proches (familles, amis, collègues de travail),
- L'association loi 1901 Love money pour l'emploi, dont l'objet est de rapprocher même au-delà des proches et en complément: les voisins, les épargnants locaux, régionaux, voir nationaux qui sont sensibilisés par le projet d'entreprise ou qui connaissent le projet par relations. Cette association s'oriente depuis 2011 plus particulièrement pour financer la post-création (deux ou trois ans après la création de l'entreprise) Les Montants sont collectés, entreprise par entreprise. Les épargnants souscrivent à une augmentation de capital de l’entreprise qu’ils ont choisie et reçoivent en contrepartie de leur versement, sous forme d’actions, une part de propriété de l’entreprise.

Chaque opération de collecte de fonds rassemble de 30 à 100 personnes par entreprise et le montant recueilli représente alors entre 100 k€ à 400 k€ par entreprise et par opération. Ces capitaux peuvent dans certains cas être collectés en plusieurs fois, voir sur un ou deux ans. Les épargnants, personnes physiques, peuvent déduire de leurs impôts un pourcentage non négligeable des sommes versées en souscription au capital de ces entreprises : ils peuvent déduire 18 % sur l'IR (Impôt sur le Revenu) et 50 % sur l'ISF (Impôt de Solidarité sur la Fortune).
- Les prêts d'honneur, proposés par certaines collectivités locales ou des associations de prêts d’honneur comme Réseau Entreprendre ou Initiative France.
- Le microcrédit, proposé en France par certaines associations comme l'Adie (L'Association pour le droit à l'initiative économique).
- L'emprunt classique auprès d'un établissement de crédit (le montant empruntable est fonction des garanties apportées et du plan d'affaires réaliste démontré).
- Le financement participatif (en anglais crowdfunding) qui permet le financement par toutes personnes convaincues par le(s) porteur(s) de projet via une plateforme internet. Le crowdfunding se décline en plusieurs catégories : le financement en don sans contrepartie (HelloAsso), avec contrepartie (KissKissBankBank, Ulule, Patreon) le financement en prêt Lendix, SPEAR, Unilend, Lendopolis) et l'equity crowdfunding (Wiseed, SparkUp, Anaxago, SmartAngels). Ces différents types de crowdfunding se complètent et permettent à des particuliers de trouver les financements dont ils ont besoin. En commerce et restauration, Bulb in Town permet par exemple de financer son projet en échange de contreparties en nature ou de parts de capital de l'entreprise[3].
- Les business angels. Ils interviennent en général dans une phase très amont dans le développement de l'entreprise.
- Les fonds de Capital risque.
- Appel public à l'épargne : modification de la définition.
  - C'est un effet du rapprochement du droit français avec ce qui se fait dans les principaux pays européens et cela a été réalisé à l'occasion de l'ordonnance de mise en application de la loi sur la modernisation de l'économie.
  - Depuis le 1er avril 2009, on ne parle plus d'appel public à l'épargne mais d'offre au public de titres financiers. Cela concerne toujours les titres de capitaux émis par les sociétés par actions, les titres de créance et les parts d'organisme de placement, mais cela fait, notamment, plus moderne : on ne vient pas demander de l'argent à l'épargnant mais on lui offre plutôt la possibilité de le confier aux « opérateurs » avisés.

Ce faisant, les règles liées à l'ancienne modalité sont supprimées ainsi que le statut de société « faisant appel public à l'épargne ».
- En accompagnement de cette évolution, on notera :
  - la suppression du minimum de capital à 225 000 € pour les sociétés par action pour l'offre nouvelle au public. Dorénavant, qu'elles y recourent ou non, leur capital doit être de 37 000 € seulement. En outre, ce sera à l'opérateur de marchés de fixer les critères de capital et le montant minimal pour les conditions d'admission à la cotation sur le marché réglementé.
  - la limitation de l'obligation de réalisation du rapport de contrôle interne et de gouvernance.
  - la possibilité pour les SAS (Sociétés par Actions Simplifiées) de procéder à une offre au public de titres à condition que le montant par investisseur et par offre ou la valeur nominale dépasse le seuil de 50 000 €, tel que fixé par l'AMF. À noter cependant que ces SAS restent exclues de l'offre au public de titres financiers ou de l'admission sur un marché réglementé de leurs actions.
  - l'autorisation, pour les sociétés de procéder à une augmentation de capital sans droit préférentiel de souscription par placement privé, dans la limite de 20 % du capital social et par an.
  - la suppression, pour les sociétés dont les actions sont admises aux négociations sur un marché réglementé, de l'obligation d'annexer à leurs comptes annuels l'inventaire des valeurs mobilières détenues à la clôture de l'exercice.
- On trouvera tout cela en détail dans l'ordonnance 2009-80 du 22 janvier 2009 qu'on peut consulter et télécharger.

## Aspects juridiques

### Historique
La création d'entreprise a été libéralisée à la Révolution française par le décret d'Allarde des 2 et 17 mars 1791, qui a supprimé les corporations, et introduit la liberté d'entreprendre, aux seules conditions de se pourvoir auparavant d'une patente, dont il fallait s'acquitter le prix auprès de l'État, et de se conformer aux règlements de police. La contribution des patentes a été remplacée par la taxe sur le chiffre d'affaires en 1917, puis par la taxe professionnelle en 1974.

### Au Maroc
Au Maroc, il existe plusieurs formes de sociétés.
Ces formes de sociétés sont régies par la loi sur les sociétés anonymes 17-95 ainsi que la loi sur les sociétés de personnes et les S.A.R.L 05-96.
Le Maroc a mis en place un système de guichets uniques pour la création de sociétés pour encourager la création de sociétés.

### En France
Principales mesures de la loi LME du 4 août 2008 :
De nombreuses modifications ont été apportées dans le droit des sociétés par la loi LME du 4 août 2008 dont les plus intéressantes pour les créateurs sont:

#### Nouvelles règles applicables à la SAS
- La désignation d'un commissaire aux comptes dans les SAS n'est obligatoire que sous certaines conditions. Un décret précise les seuils à partir desquels cette nomination est obligatoire, ainsi que la forme de la demande de nomination d'un CAC par les associés représentant au moins 1/10e du capital social.
- Source : décret n° 2009-234 du 25 février 2009 (art. 5), Journal officiel du 27 février 2009, p. 3 488
- Au chapitre VII du titre II du livre II, il est créé un article R. 227-1 ainsi rédigé :
- « Art. R. 227-1. - Pour l'application de l'article L. 227-9-1 relatif à la désignation d'un commissaire aux comptes, le total du bilan est fixé à 1 000 000 €, le montant hors taxe du chiffre d'affaires à 2 000 000 € et le nombre moyen de salariés permanents employés au cours de l'exercice à vingt.
- « Le total du bilan, le montant hors taxe du chiffre d'affaires et le nombre moyen de salariés sont déterminés conformément aux quatrième, cinquième et sixième alinéas de l'article R. 123-200.
- « La société n'est plus tenue de désigner un commissaire aux comptes dès lors qu'elle n'a pas dépassé les chiffres fixés pour deux de ces trois critères pendant les deux exercices précédant l'expiration du mandat du commissaire aux comptes.
- « Dans le cas prévu au quatrième alinéa de l'article L. 227-9-1, le commissaire aux comptes est désigné par ordonnance du président du tribunal de commerce statuant en la forme des référés. »
- Depuis le 1er janvier 2009, l'obligation de désigner un commissaire aux comptes dans les sociétés par actions simplifiées (SAS) n'est plus systématique. En revanche, les SAS dépassant à la clôture d'un exercice deux des seuils suivants sont tenues de le faire : total du bilan supérieur à 1 000 000 euros, chiffre d'affaires HT supérieur à 2 000 000 d'euros, nombre moyen de salariés permanents employés au cours de l'exercice dépassant 20 salariés.
- Nomination facultative d'un CAC dans les SAS créées avant le 1er janvier 2009

Le comité de coordination du registre du commerce et des sociétés précise que les SAS créées avant le 1er janvier 2009 ne peuvent pas mettre fin de manière anticipée au mandat de leur commissaire aux comptes.
- En revanche, à l'expiration du mandat du CAC, il n'est pas obligatoire d'en désigner un nouveau (ou de renouveler son mandat) si deux des trois seuils ne sont pas dépassés au cours des deux exercices précédents. Dans ce cas, les statuts de la société devront être modifiés en conséquence.

#### Instauration d'une option pour l'impôt sur le revenu en faveur des SA, SAS et SARL (Art. 30)
- À la suite de la loi de modernisation de l'économie du 4 août 2008, les SARL, SA et SAS de moins de 5 ans peuvent, sous certaines conditions, opter pour l'impôt sur le revenu. L'option s'applique alors sur 5 exercices. Un texte précise les obligations déclaratives des sociétés souhaitant opter pour le régime fiscal des sociétés de personnes. L'option doit être notifiée à l'administration fiscale sur un modèle spécifique comportant plusieurs informations obligatoires.
- Ce document doit être signé par tous les associés. Chaque année, la société joint à sa déclaration de résultats un document conforme à un modèle établi par l'administration qui précise notamment les modifications intervenues au cours de l'exercice dans la répartition du capital.
- La renonciation au régime fiscal des sociétés de personnes s'effectue sur papier libre. Celui-ci doit mentionner la dénomination de la société, le lieu de son siège social et, s'il est différent, celui de son principal établissement, ainsi que l'exercice auquel elle s'applique.

Source : décret n° 2009-116 du 30 janvier 2009, Journal officiel du 1er février 2009.

## Démarches administratives
Le grand nombre de papiers à remplir et le temps que cela peut consommer pour le nouvel entrepreneur ont souvent été montrés du doigt comme des freins à la création d'entreprise. Lancé au début 2009, Mon.service-public.fr est un portail internet de l'administration française visant à permettre à tout citoyen d'effectuer ses démarches administratives en ligne, en particulier toutes celles liées à la création d'entreprise ou à la création d'association.
En Belgique, une réforme a eu lieu en 2003 afin de simplifier les démarches et formalités administratives liées à la création des entreprises. C'est ainsi que sont apparus les Guichet d'entreprises et la Banque-Carrefour des Entreprises.

## La place des femmes dans la création d'entreprise en France
Bien que les données sur la place des femmes dans la création d’entreprise soient incomplètes, principalement pour les sociétés,il apparaît que 40% des créations d'entreprises individuelles en 2019 le sont par des femmes. Ce pourcentage a augmenté durant trois décennies mais il est stable depuis 2015.
Eva Escandon, dans une étude de 2020 du Conseil économique, social et environnemental constate le déséquilibre en défaveur des femmes et fait un certain nombre de propositions afin d'y remédier.

## Concours de création d'entreprise
De nombreux concours sont organisés chaque année pour permettre aux entrepreneurs de lancer leur création d'entreprise grâce à des dotations financières ou à des conseils en création gratuits ou à tarifs préférentiels. L'association ACCEDE, présente dans quelques écoles supérieures de commerce de France, organise des concours de création chaque année :
- Le concours national Talents BGE qui récompense chaque année depuis plus de 25 ans, les entrepreneurs aux parcours remarquablex et inspirants.
- Le Challenge Projets d'Entreprendre coorganisé par Telecom & Management SudParis et l'ENSIIE.
- Le Concours National de la Création d'Entreprise, organisé par Creatests.
- LE PHARE : 1er concours euroméditerranéen de la création d'entreprise, organisé par Kedge Business School.
- Le Paris de la Création: Concours de création d'entreprise sur le thème de l'environnement, organisé par l'ESCP-EAP.
- Le Tours de la Création: concours de création d'entreprise organisé par L'ESCEM Tours-Poitiers.
- Poitiers Création: concours de création d'entreprise organisé par l'ESCEM Tours-Poitiers.
- Le Triomphe de la Création: concours régional de création d'entreprise, organisé par l'ISC Paris.
- Le Concours Puls'Innov : concours innovation et technologies, organisé par Pulseo, Centre d’innovation technologique du Grand Dax.
- Concours Total EDHEC Entreprendre : concours national de création d'entreprise pour les moins de 28 ans, organisé par une association de l'EDHEC.

## Trouver des aides pour créer son entreprise
En plus des concours dédiés aux créateurs et aux repreneurs d'entreprises, il existe des aides spécifiques auxquelles un entrepreneur peut être éligible pour diverses raisons :
- en fonction du secteur d’activité ;
- en fonction du statut de l’entrepreneur (chômeur, jeune de moins de 30 ans…) ;
- en fonction du statut de l'entreprise ;
- en fonction du territoire d’implantation de l'entreprise ;
- en fonction des aides déjà obtenues ;
- etc.

De nombreux dispositifs ont été mis en place par l'État Français pour aider à la création d'entreprise comme, par exemple, l'Aide à la création ou à la reprise d'entreprise pour les demandeurs d'emploi, une prime d'activité pour les allocataires du Revenu de solidarité active ou encore le statut Jeune entreprise innovante pour des entreprises nouvellement créées répondant à certains critères de dépenses en Recherche et développement.

## Pérennité des entreprises créées
En France, l'Insee a effectué en 2009 une étude sur la pérennité des entreprises créées. Parmi les entreprises créées en 2006, deux sur trois sont toujours actives en 2009. Les chances de survie dépendent d'abord des conditions dans lesquelles le créateur a préparé son projet. L'INSEE a renouvelé son enquête pour les entreprises créées en 2010. Le constat est que 7 sur dix sont encore actives trois ans après leur création (71 %) alors que 66 % des entreprises créées en 2006 existaient trois ans après). La pérennité est la plus faible dans le secteur du commerce (64 %) et la plus forte dans le secteur de la santé (85 %). Les sociétés sont plus pérennes que les entreprises individuelles (77 % pour les premières, 62 % pour les secondes). Pour une entreprise les chances d'être pérenne augmentent si le créateur a suivi des études supérieures, et/ou s'il a de l'expérience dans le métier.

## Motivations des créateurs d'entreprises
Le besoin de se réaliser professionnellement et l'envie de travailler en tant qu'indépendant sont les principaux facteurs de la création d'une entreprise. Même si l'aspect pécuniaire est une des trois principales raisons que retient l'entrepreneur, il s'agit avant tout de s'accomplir soit en innovant, soit en poursuivant la même activité à son propre compte. Véritable frein aux nouveaux défis, la peur de l'échec a pu être enrayée par l'instauration du statut d'auto-entrepreneur qui a ainsi fortement contribué à la création de nouvelles entreprises.
|                                       | Pourcentage d'entrepreneurs reconnaissant cette motivation comme principale |
| Être indépendant et s'accomplir       | 61 %                                                                        |
| Goût d'entreprendre de nouveaux défis | 44 %                                                                        |
| Perspective d'augmenter ses revenus   | 26 %                                                                        |

#### Généralités
- Entrepreneur
- Entrepreneuriat
- Partenariat
- Économie de la francophonie

#### Union européenne
- Guichet d'entreprises

#### France
- Liberté du commerce et de l'industrie (cadre juridique)
- Agence France Entrepreneur
- Association pour le droit à l'initiative économique